# آیمئی یاکوبسکو
آیمئی یاکوبسکو (رومانیایی: Aimée Iacobescu؛ ‏ ۱ ژوئن ۱۹۴۶ – ۲۷ مارس ۲۰۱۸) بازیگر اهل رومانی بود.
از فیلم‌هایی که وی در آن نقش داشته‌است، می‌توان به انتقام، سرنوشت بد، هفت مرد و یک بدکاره، یاغی‌ها و با دست‌های پاک اشاره کرد.